# Santon Downham
Pour les articles homonymes, voir Downham (homonymie).
Santon Downham est un village et une paroisse civile du Suffolk, en Angleterre.